# Église Saint-Ferréol de Villeret
L'église Saint-Ferréol est une église située à Villeret, en France.

## Localisation
L'église est située sur la commune de Villeret, dans le département français de l'Aube.

## Historique
L'édifice est classé au titre des monuments historiques en 1931.